# Dočasná ochrana
Dočasná ochrana, jak je definována ve Směrnici Rady 2001/55/ES, je právní nástroj určený k poskytování ochrany osobám, které se nemohou z důvodu válečných konfliktů nebo jiných krizí vrátit do své domovské země.
Tento typ ochrany zahrnuje dočasný pobyt, právo na práci, zdravotní péči a vzdělání. Dočasná ochrana umožňuje rychlé poskytnutí ochrany v případě hromadného přílivu vysídlených osob, kdy by bylo tradiční azylové řízení příliš pomalé nebo složité.

## Právní rámec dočasné ochrany v České republice
V České republice je institut dočasné ochrany zakotven v zákoně č. 221/2003 Sb., o dočasné ochraně cizinců.
Tento zákon transponuje evropskou směrnici a stanovuje podmínky pro poskytování dočasné ochrany. Té se dotýká také zákon č. 326/1999 Sb., o pobytu cizinců na území České republiky, který obsahuje některá související ustanovení týkající se pobytu cizinců s dočasnou ochranou.
V reakci na ruskou invazi na Ukrajinu v roce 2022 přijala Česká republika tzv. Lex Ukrajina (zákon č. 65/2022 Sb.), který rozšiřuje právní úpravu dočasné ochrany pro osoby prchající z Ukrajiny.

## Mezinárodní rámec: Úmluva o právním postavení uprchlíků a EU směrnice
Na mezinárodní úrovni je ochrana uprchlíků zakotvena v Úmluvě o právním postavení uprchlíků z roku 1951 (tzv. Ženevská úmluva) a jejím protokolu z roku 1967. Tyto dokumenty definují status uprchlíka a princip nenavrácení (non-refoulement), který zakazuje vrácení osob do země, kde by jim hrozilo nebezpečí.[zdroj?]
Na úrovni Evropské unie je právní základ dočasné ochrany stanoven Směrnicí Rady 2001/55/ES, která sjednocuje podmínky jejího poskytování v členských státech. Tato směrnice pocházející ze dne 20. července 2001 stanovuje minimální normy pro poskytování dočasné ochrany v případě hromadného přílivu vysídlených osob, které se nemohou vrátit do své země původu. Tento právní rámec umožňuje členským státům Evropské unie poskytnout rychlou a koordinovanou ochranu osobám postiženým válečnými konflikty, perzekucí nebo systematickým porušováním lidských práv.[zdroj?]

## Podmínky a trvání dočasné ochrany
Dočasná ochrana je definována jako výjimečné opatření poskytované v situaci, kdy by běžné azylové řízení nemuselo být dostatečně pružné.[zdroj?]
Týká se osob, které byly vysídleny v důsledku ozbrojeného konfliktu, endemického násilí nebo systematického porušování lidských práv (Článek 2a, 2c). Doba trvání dočasné ochrany je stanovena na 1 rok s možností automatického prodloužení o další šest měsíců až do maximální délky dvou let (Článek 4).[zdroj?]
Rozhodnutí o aktivaci dočasné ochrany přijímá Rada EU kvalifikovanou většinou na návrh Komise. Toto rozhodnutí musí obsahovat popis skupin osob, kterých se dočasná ochrana týká, datum zahájení ochrany a odhadovaný rozsah pohybu vysídlených osob (Článek 5).[zdroj?]

## Práva a povinnosti příjemců dočasné ochrany
Osoby požívající dočasné ochrany mají nárok na pobyt po celou dobu jejího trvání (Článek 8), přístup k zaměstnání a vzdělávání (Články 12, 14) a mohou čerpat sociální a zdravotní péči (Články 13, 14). Směrnice rovněž stanovuje právo na sloučení rodiny v případě, že rodinní příslušníci byli rozděleni v důsledku hromadného přílivu vysídlených osob (Článek 15).[zdroj?]
Klíčovým prvkem směrnice je také princip solidarity mezi členskými státy. Státy se mohou podílet na rozdělení příchozích osob nebo finančně přispívat na zvládání humanitární krize (Články 24–26). Pokud situace v zemi původu umožňuje bezpečný návrat, členské státy mají povinnost usnadnit dobrovolný či nucený návrat osob s dočasnou ochranou, přičemž musí respektovat lidskou důstojnost a zohlednit humanitární aspekty (Články 21, 22).
Dočasná ochrana se nevztahuje na osoby, které se dopustily válečných zločinů, teroristických činů nebo jiných závažných trestných činů (Článek 28). Tento text vychází ze směrnice Rady 2001/55/ES. Ta byla poprvé aktivována v roce 2022 v reakci na válku na Ukrajině prostřednictvím Prováděcího rozhodnutí Rady (EU) 2022/382.

## Postup při podání žádosti o dočasnou ochranu v ČR
Žádost o dočasnou ochranu v ČR se podává osobně na Ministerstvu vnitra nebo KACPU.[zdroj?]
Předkládají se doklady potvrzující totožnost, původ a důvody žádosti. Dočasná ochrana je obvykle na rok, s možností prodloužení.[zdroj?]
Ukončení ochrany rozhoduje Ministerstvo vnitra, které informuje žadatele o dalším postupu. Aktuálně je ochrana platná do 31. 3. 2025 s možností prodloužení do 31. 3. 2026. Podrobnosti jsou dostupné na webových stránkách Ministerstva vnitra.

## Aktuální situace: Osoby z Ukrajiny pod dočasnou ochranou v EU
K 30. listopadu 2024 bylo v Evropské unii více než 4,2 milionu lidí, kteří uprchli z Ukrajiny v důsledku ruské invaze a získali status dočasné ochrany. V průběhu listopadu vzrostl jejich počet o 36 010, což představuje nárůst o 0,9 %.[zdroj?]
Nejvíce osob pod dočasnou ochranou bylo v Německu (1 152 620, 27,2 % z celkového počtu), Polsku (987 925, 23,3 %) a České republice (385 190, 9,1 %). Tyto země zároveň zaznamenaly nejvyšší listopadový nárůst.[zdroj?]
V přepočtu na tisíc obyvatel byla nejvyšší koncentrace uprchlíků v České republice (35,3 na tisíc obyvatel), Polsku (27,0) a v pobaltských státech, Lotyšsku a Estonsku (oba 25,5). Průměr v EU činil 9,4 na tisíc obyvatel.[zdroj?]
Ukrajinští občané tvořili více než 98 % všech příjemců dočasné ochrany v EU, přičemž ženy představovaly 44,9 %, děti 32,0 % a muži 23,1 %.